# Affaire de présumés faux tableaux d'art ancien
Le texte peut changer fréquemment, n’est peut-être pas à jour et peut manquer de recul. 
Le titre et la description de l'acte concerné reposent sur la qualification juridique retenue lors de la rédaction de l'article et peuvent évoluer en même temps que celle-ci.

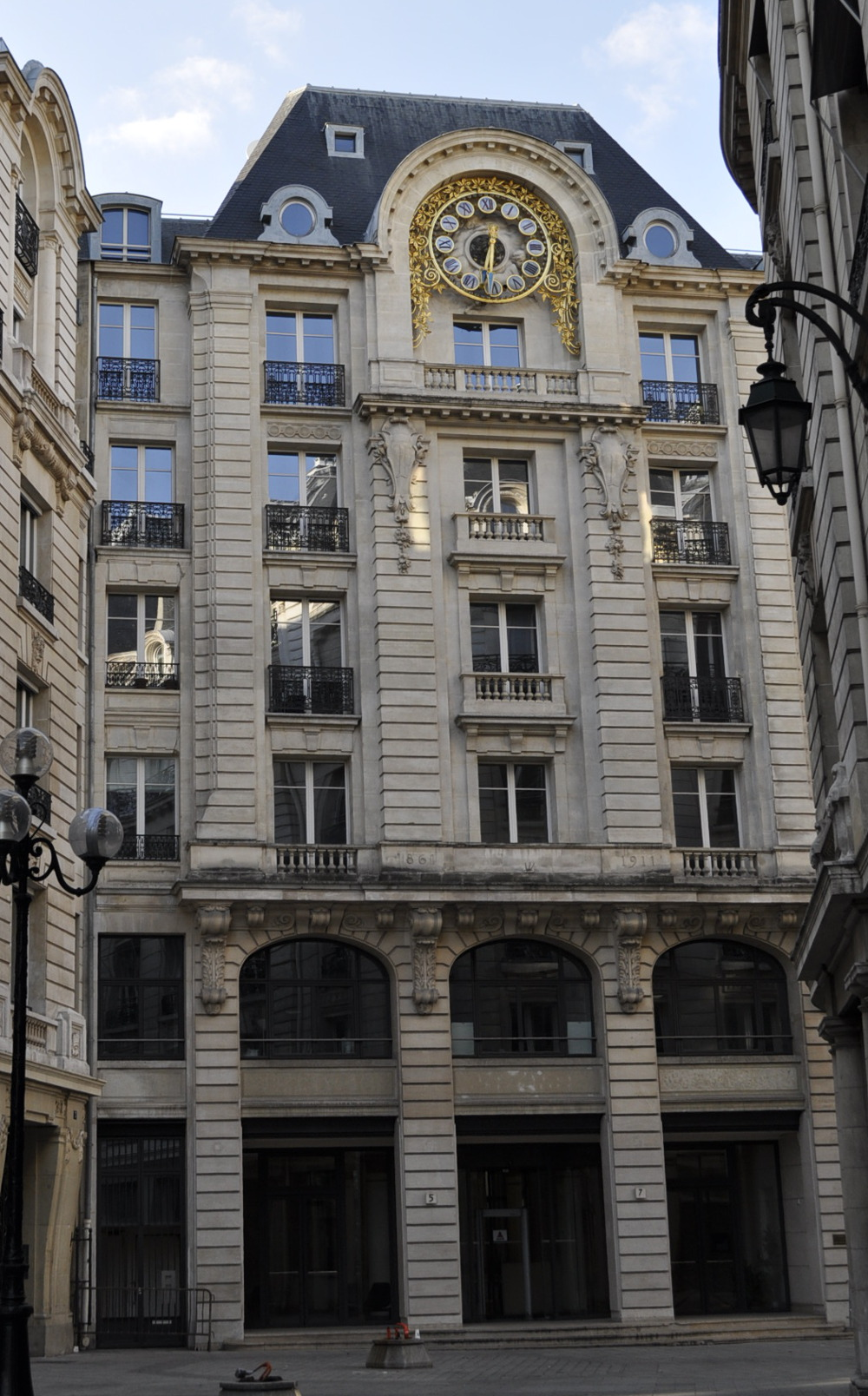
Ancien pôle économique et financier du tribunal de grande instance de Paris, 5 rue des Italiens dans le 9e arrondissement de Paris en 2015

L’affaire de présumés faux tableaux d'art ancien est une affaire criminelle et une enquête journalistique concernant plusieurs tableaux de maîtres anciens inondant le marché de l'art international et signalés comme étant des faux par une lettre anonyme adressée à la justice française en 2015.

## Historique

### La saisie des tableaux

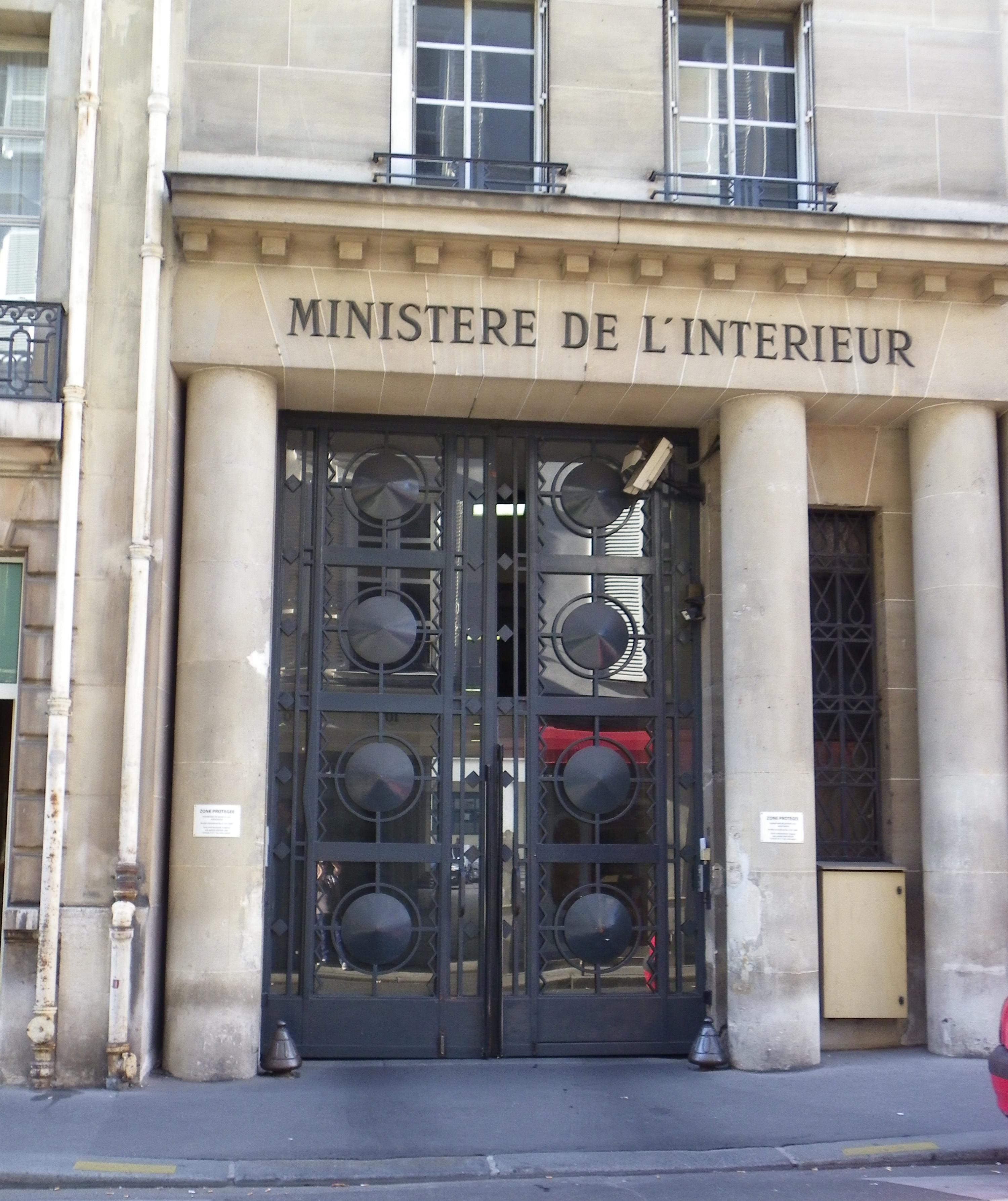
Siège de la direction centrale de la police judiciaire, 11 rue des Saussaies dans le 8e arrondissement de Paris.

À la réception en 2015 d'une lettre anonyme signalant comme étant des faux plusieurs dizaines de tableaux de maîtres anciens circulant sur le marché de l'art international, le procureur de la République ouvre une information dont est chargée la juge d'instruction du pôle économique et financier du tribunal de grande instance de Paris, Aude Buresi, assistée dans son enquête par les services de l'office central de lutte contre le trafic des biens culturels (direction centrale de la police judiciaire).
En recoupant la dénonciation avec d'autres informations, les enquêteurs s'orientent plus particulièrement vers une Vénus au voile attribuée à Lucas Cranach l'Ancien, un Portrait d'homme attribué à Frans Hals, un David contemplant la tête de Goliath attribué à Orazio Gentileschi, un Saint Jérôme, attribué à l'entourage du Parmigianino, un Saint François, attribué au Greco, et un Saint Côme attribué à Bronzino.

#### Lucas Cranach l'Ancien

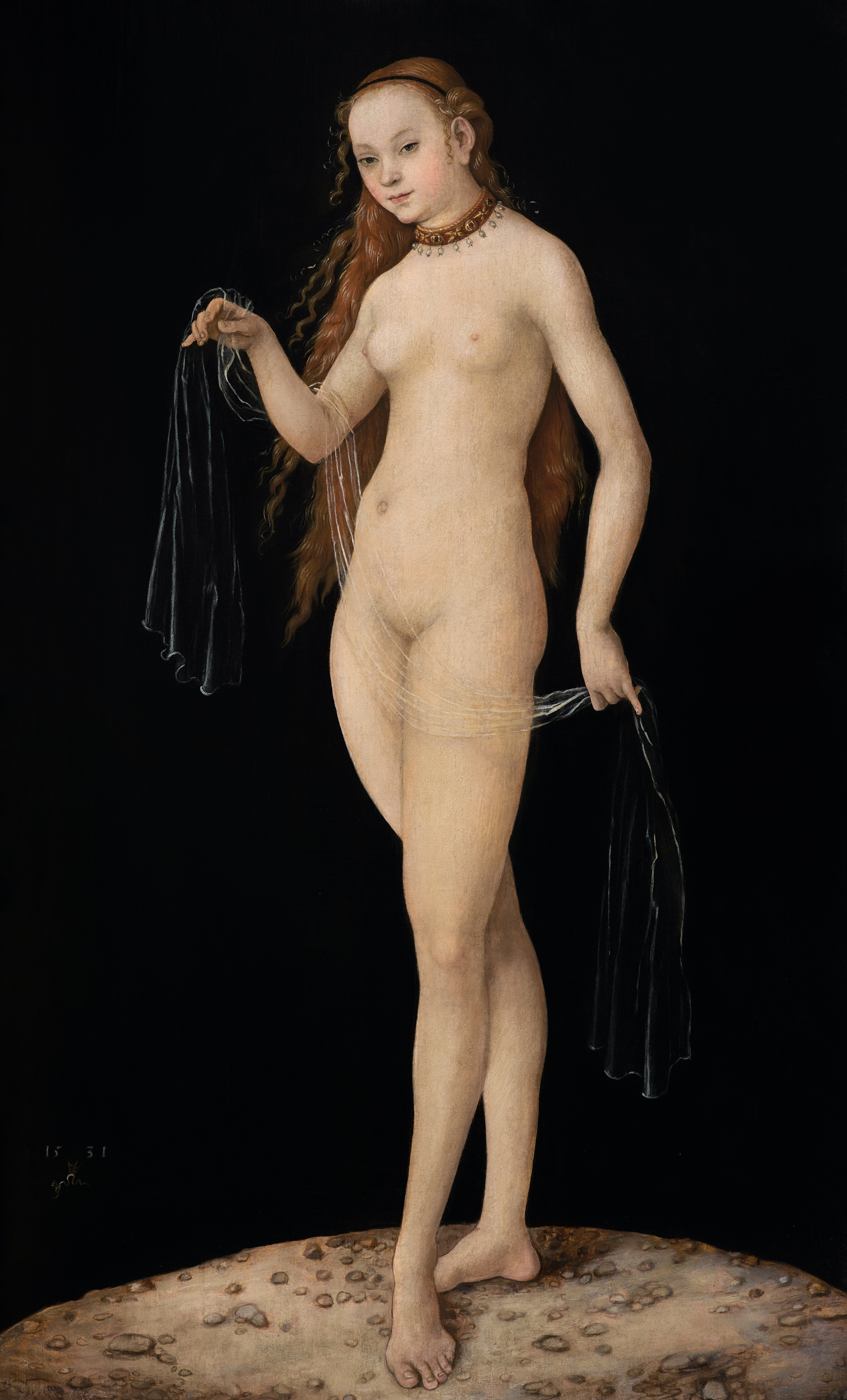
Vénus au voile (1531), attribuée à Lucas Cranach l'Ancien.

Une première saisie est réalisée le 3 mars 2016 à l'hôtel de Caumont à Aix-en-Provence où elle était exposée depuis le 7 novembre 2015, celle d'une Vénus au voile, une huile sur bois de 38,7 × 24,5 cm attribuée à Lucas Cranach l'Ancien, portant le monogramme au serpent ailé de la signature du peintre, datée de 1531, appartenant à la collection des princes de Liechtenstein et acquise par Hans-Adam II en 2013 pour 7 millions d'euros,. Le conservateur du musée reste persuadé de son authenticité.

#### Frans Hals

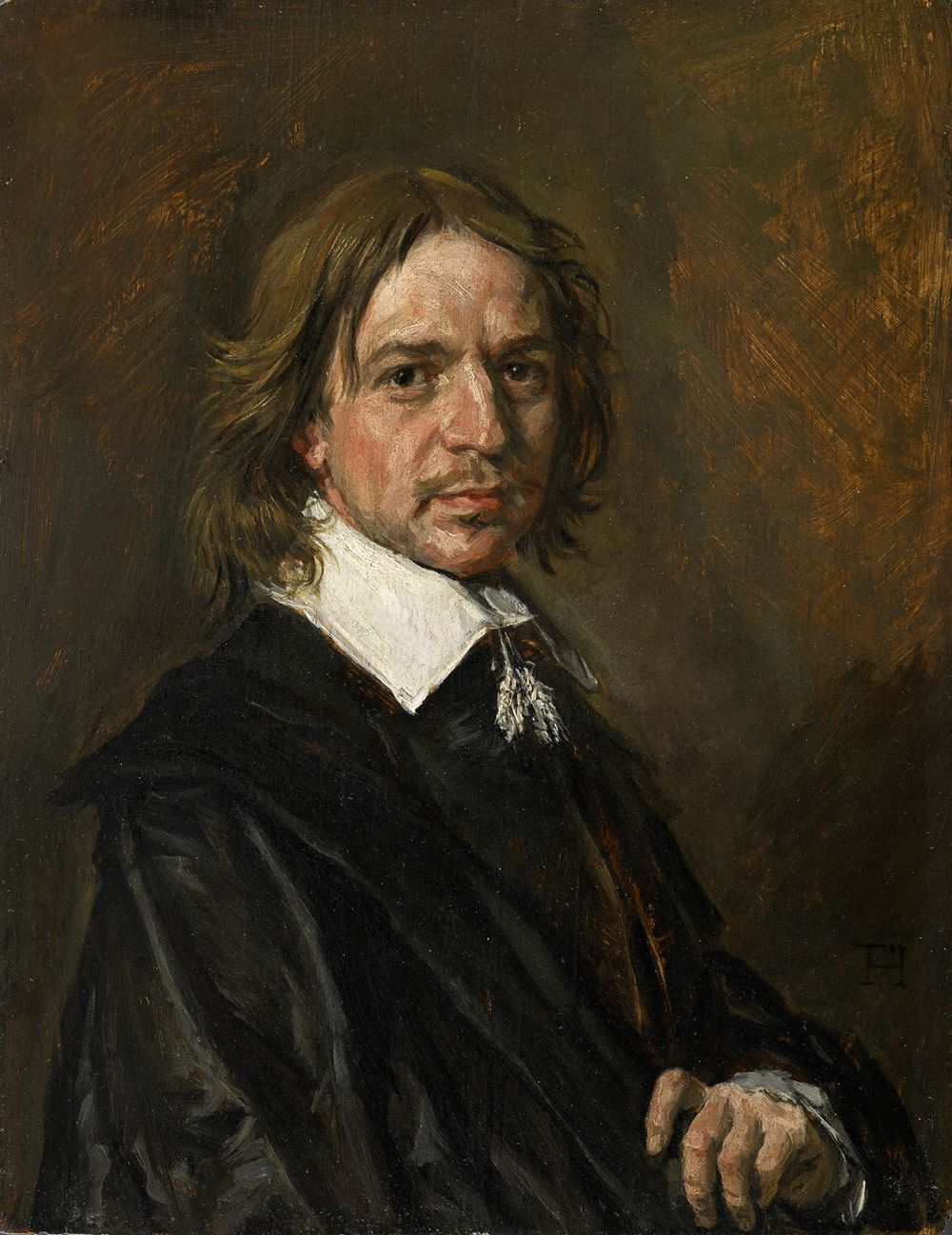
Portrait d'un homme (vers 1660), attribué à Frans Hals.

Le Portrait d'un homme attribué à Frans Hals est vendu par Sotheby's en 2011 pour 8,5 millions de livres sterling. À l'issue de l'enquête révélant la contrefaçon du tableau, la maison de vente a intégralement remboursé son client. Le tableau avait été classé trésor national en 2008 par le ministère français de la Culture lors de sa mise en vente par le marchand d'art Giuliano Ruffini (en). La tentative du musée du Louvre de réunir les fonds, soit 5 millions d'euros, qui auraient permis son acquisition, ayant échoué, le tableau est vendu au marchand d'art Mark Weiss et à la société londonienne Fairlight Art Ventures en 2010 puis revendu de gré à gré par l'intermédiaire de Sotheby’s au collectionneur américain Richard Hedreen (en). Le 11 décembre 2019 la société Fairlight Ventures assignée par Sotheby's est condamnée à payer une part du remboursement,,,,.

#### Orazio Gentileschi

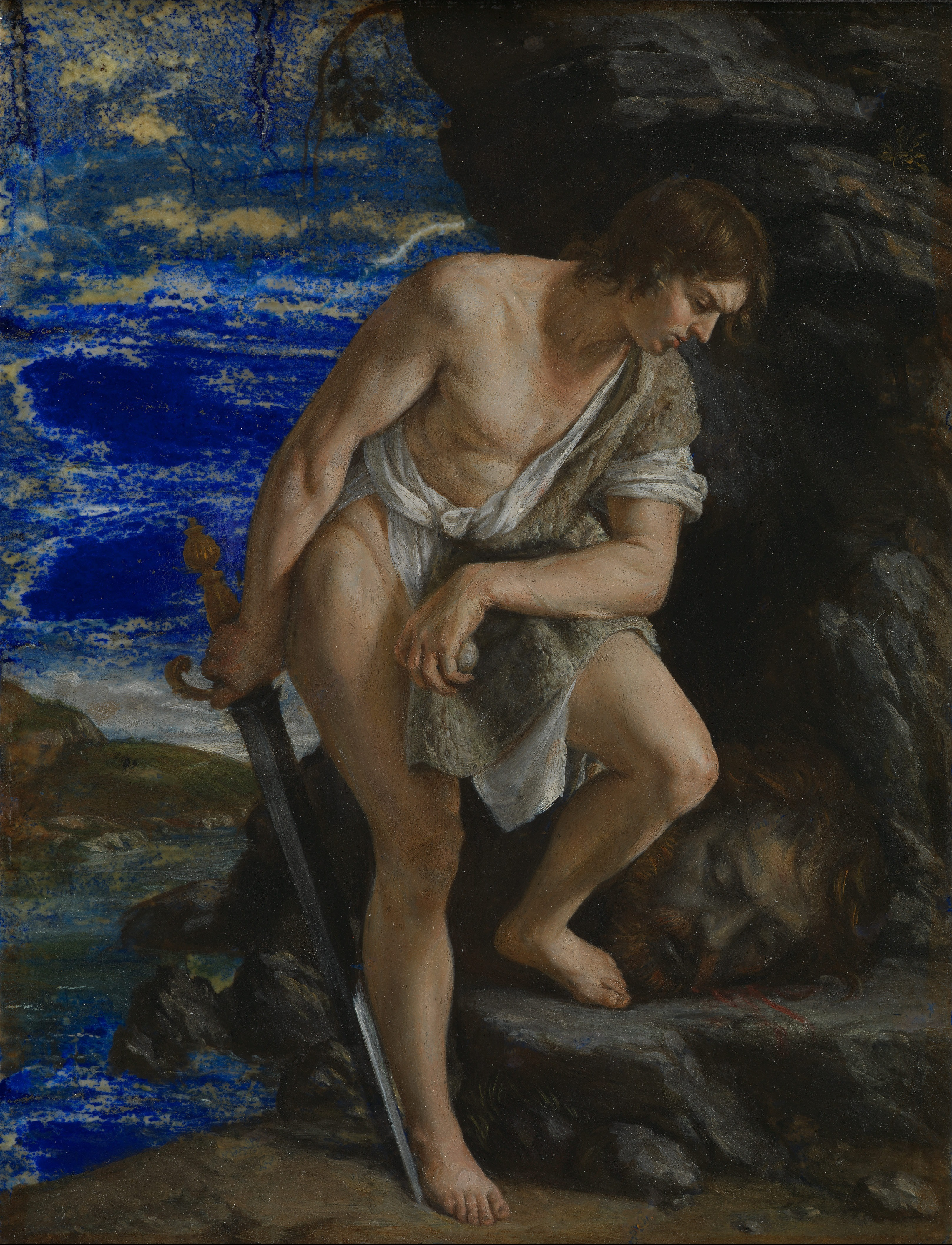
David contemplant la tête de Goliath (vers 1612), attribué à Orazio Gentileschi.

David contemplant la tête de Goliath (vers 1612), huile sur lapis-lazuli de 25 × 19 cm attribuée à Orazio Gentileschi a été prêté à la National Gallery par son propriétaire actuel en 2013 et exposé jusqu'en mars 2016. Il a été restitué au collectionneur à l'issue de l'enquête. Le musée anglais qui entreprend des recherches de diligence raisonnable sur les œuvres prêtées ainsi qu'un contrôle de leur état n'avait aucun doute quant à l'authenticité du tableau, malgré le fait que l’œuvre est une copie pure d'un véritable tableau du maître. L'œuvre n'étant réapparue sur le marché de l'art qu'en 2012, elle n'est pas mentionnée dans l'analyse des tableaux du même titre (18 et 19, p. 101 à 107) dans le catalogue des œuvres d'Orazio et Artemisia Gentileschi édité par le Metropolitan Museum of Art en 2001.

#### Parmigianino

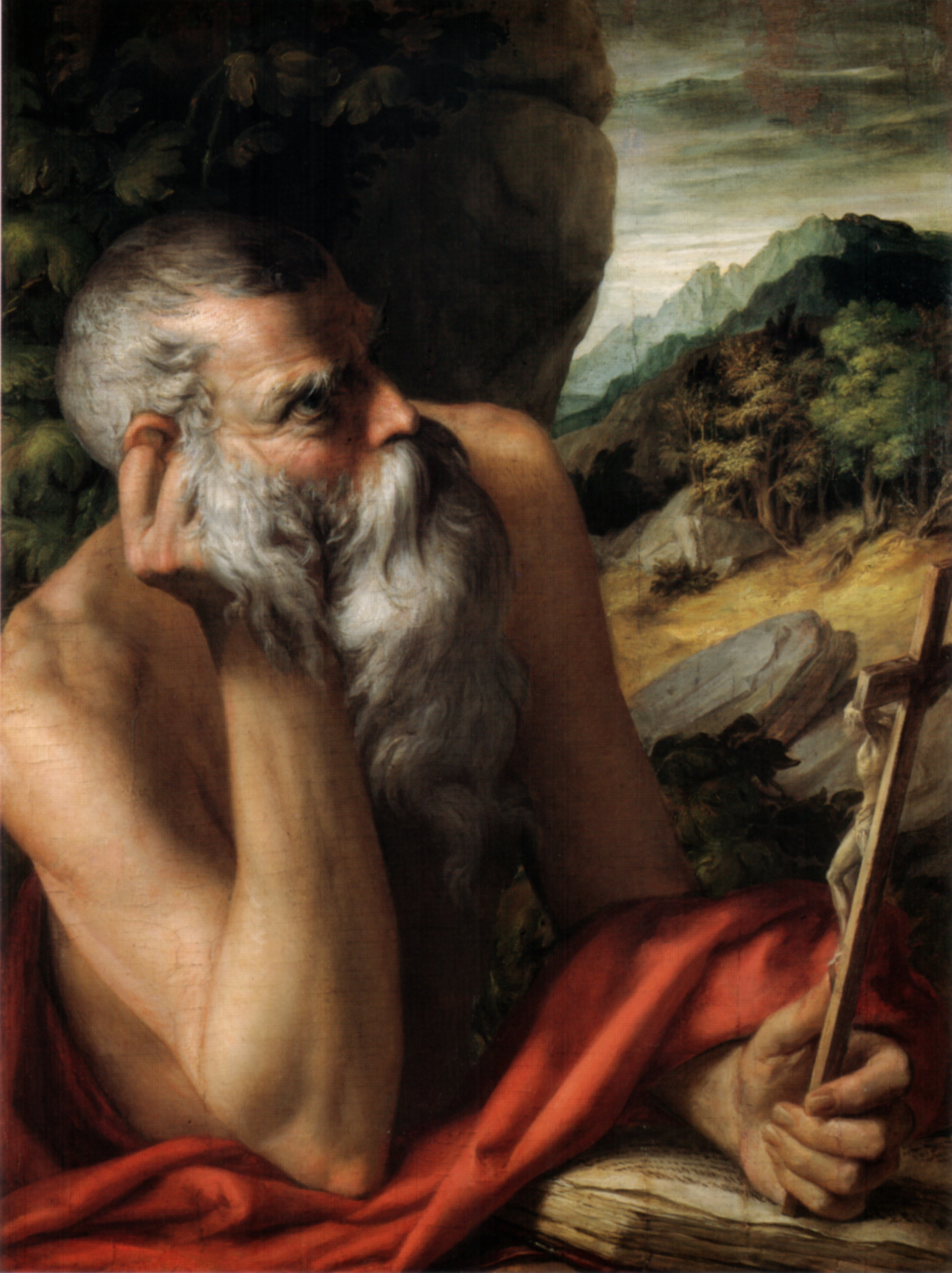
Saint Jérôme (vers 1520-1530), attribué à l'entourage du Parmigianino.

La maison de vente aux enchères Sotheby's de New York qui avait vendu le Saint Jérôme attribué à l'entourage du Parmigianino en 2012 pour 842 500 dollars, a également remboursé son client en 2015, après que de la phtalocyanine, un pigment synthétique vert, a été trouvé par la société Orion Analytical sur plus de vingt endroits du tableau. Sotheby's a ensuite poursuivi le vendeur, Lionel de Saint Donat-Pourrières, un marchand d'art luxembourgeois, qui a refusé de restituer la somme reçue de la vente et a été finalement condamné en novembre 2018 à rembourser 1,2 million de dollars. Il tenait le tableau de Giuliano Ruffini (en). Inconnu avant son attribution à Parmigianino en 1999 par Mario di Giampaolo, un ami de Ruffini, le tableau avait été exposé à Parme, à Vienne et au Metropolitan Museum of Art de New York après la vente par Sotheby's et son authenticité reconnue par nombre de spécialistes comme Sylvie Béguin, conservatrice honoraire du musée du Louvre. Le tableau est désormais, comme la Vénus au voile attribuée à Cranach, placé sous séquestre par ordonnance du juge chargé de l'enquête pénale ouverte en 2015,.

#### Greco

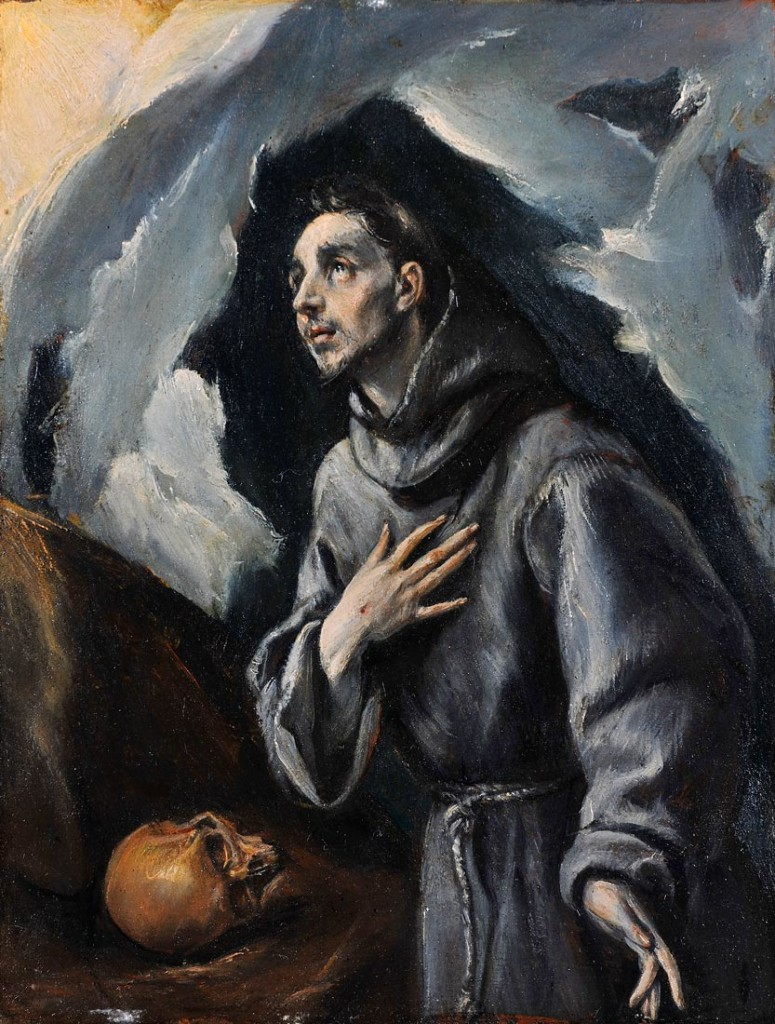
Saint François (fin XVIe siècle), attribué au Greco.

Début mai 2016, la Guardia di Finanza saisit, le dernier jour de l'exposition, sur commission rogatoire du parquet parisien, un Saint François attribué au Greco, une huile sur toile d'une valeur de 500 000 euros présentée dans le cadre de l'exposition « El Greco in Italia. Metamorfosi di un genio » au palais Ca' dei Carraresi (it) de Trévise. Les enquêteurs soupçonnent, sur la base de la dénonciation reçue, la toile qui appartient à Pasquale Frongia dit Lino Frongia, peintre et collectionneur de Reggio d'Émilie, d'être un faux de la même main que la Vénus de Cranach. Le tableau est transféré à Paris, laissant les organisateurs de l'exposition médusés qui, pour la certification de l'authenticité de l'œuvre s'étaient appuyés sur des experts internationaux dont Leticia Ruiz Gómez. L'un des principaux experts du peintre crétois pour le musée du Prado à Madrid, elle avait signé une étude par laquelle elle certifiait l'authenticité du Saint François. L'œuvre avait également fait l'objet de tests chimiques spécifiques, avec collecte et examen des pigments qui avaient établi sans l'ombre d'un doute sa datation et sa paternité. Le critique d'art Vittorio Sgarbi était intervenu dans les pages du Corriere del Veneto expliquant qu'il avait assisté à l'acte de vente entre l'ancien propriétaire et Frongia, garantissant l'authenticité du tableau acheté comme une œuvre de la fin du XVIe siècle.

#### Bronzino

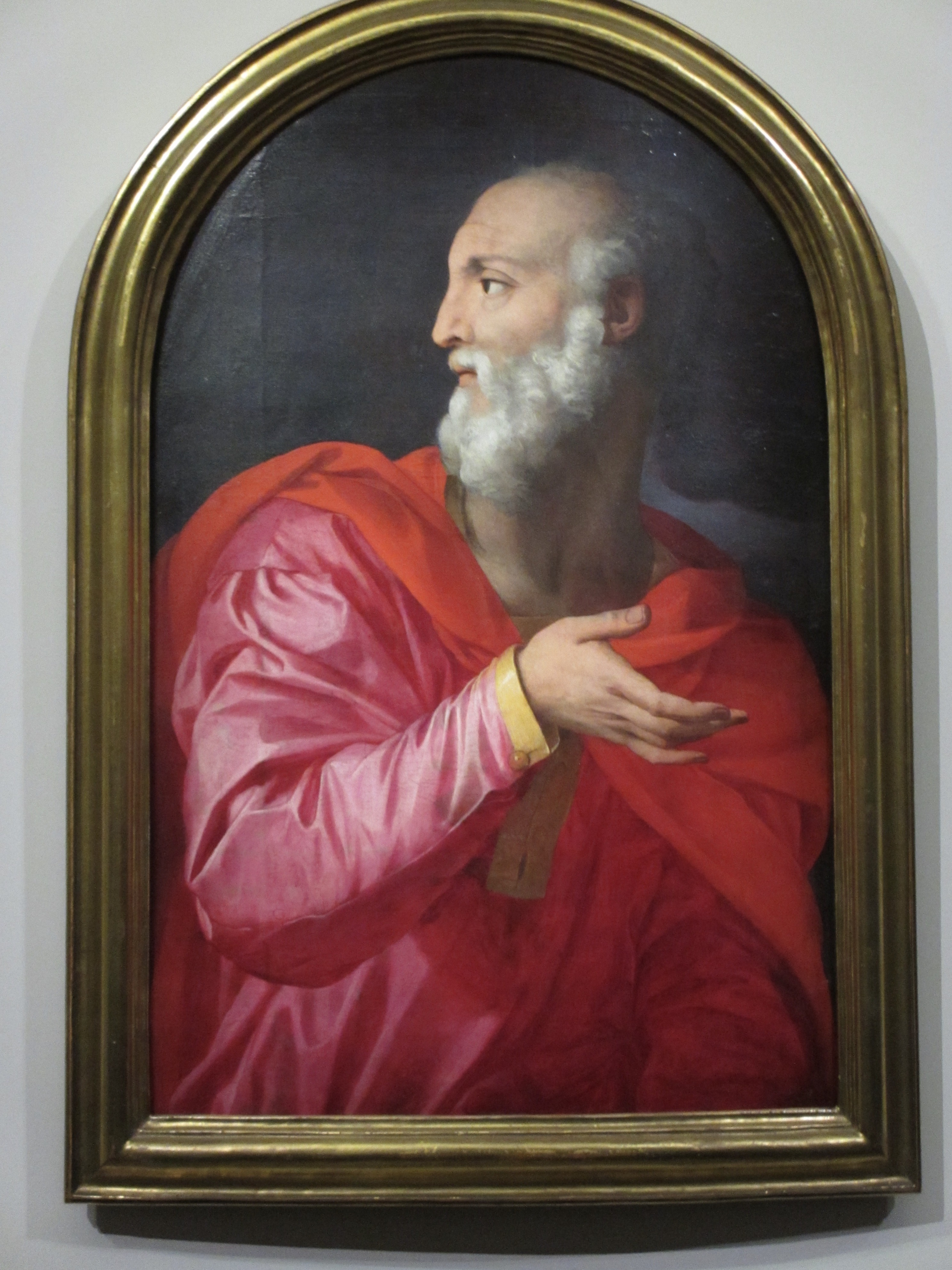
Saint Côme (vers 1543-1545), attribué à Bronzino.

À la clôture le 20 janvier 2020 de l'exposition de la collection Alana au musée Jacquemart-André, les autorités françaises saisissent, sur ordonnance de la juge Aude Buresi, le Saint Côme attribué à Bronzino, une huile sur bois de 81 × 56,2 cm. Le tableau pourrait être un faux mis en circulation par Giuliano Ruffini (en),.
Entré dans la collection Alana en 2011, le tableau est authentifié et attribué à Bronzino en raison de ses nombreux pentimenti par Philippe Costamagna, conservateur du musée Fesch d'Ajaccio et spécialiste de l'école florentine. Le tableau lui a été présenté chez Giuliano Ruffini. Il semblait appartenir à des marchands d'art espagnols présents lors de la rencontre. Cependant, le nom de Giuliani Ruffini n'apparaît pas dans le catalogue de l'exposition de la collection Alana au musée Jacquemart-André : seules sont mentionnées les provenances Juan Lamella à Londres et H. Wirth à Zurich en 2009 avant l'acquisition par la collection Alana en 2011. Les représentants de la collection Alana ont par la suite précisé que l'achat en 2011 a été réalisé auprès de la Derek Johns gallery (Londres),,.
Philippe Costamagna, qui a identifié le Saint Côme comme l'une des parties d'un ensemble dont La Déposition conservée au musée des Beaux-Arts et d'Archéologie de Besançon est la pièce maîtresse, considère que le tableau n'est pas un faux,.

### Les mandats d'arrêt

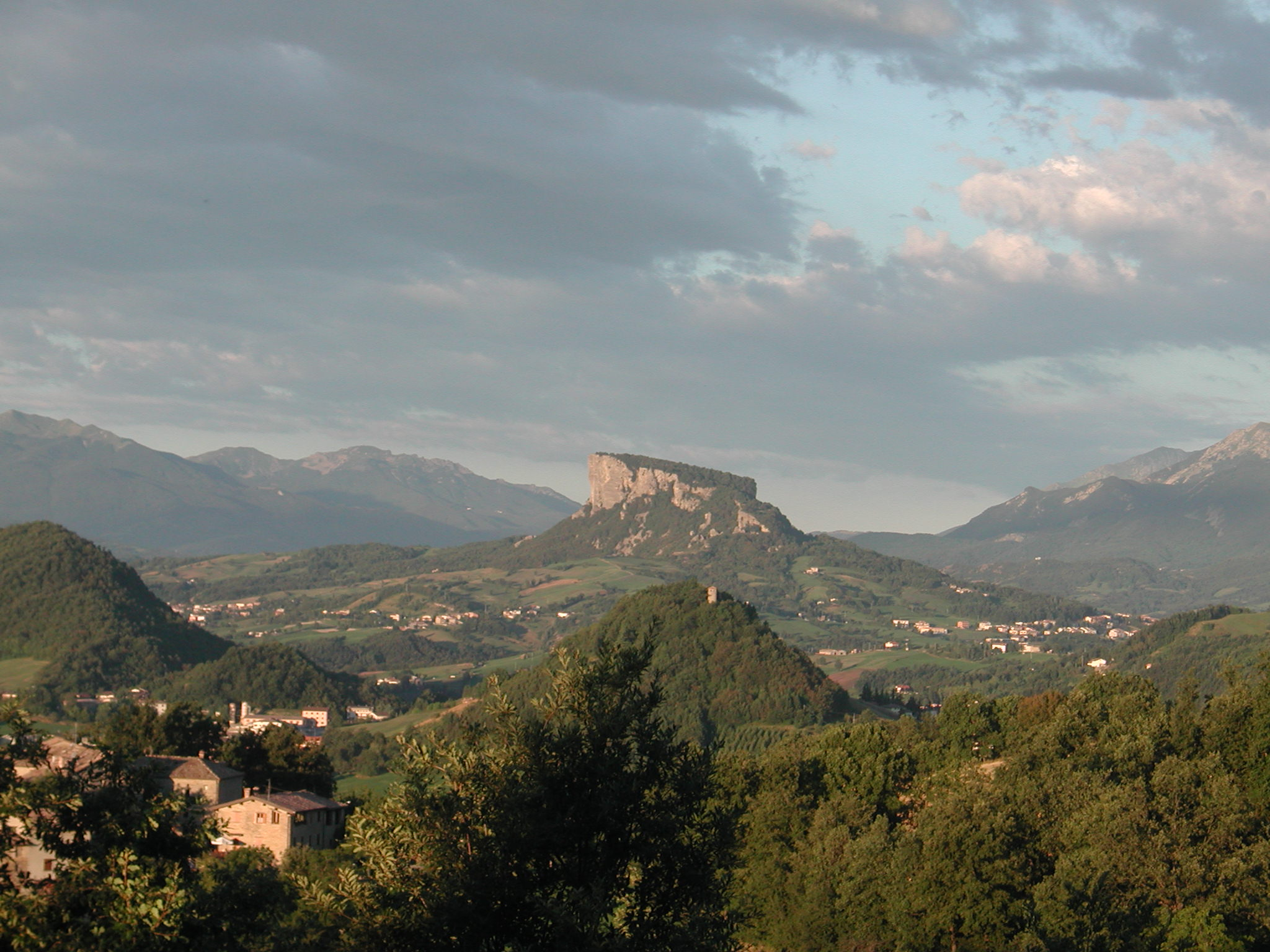
Paysage de l'.

Un nom est associé à tous ces tableaux, celui de Giuliano Ruffini (en), collectionneur d'œuvres d'art entre les mains duquel sont aussi passés des originaux comme des copies d'œuvres de Brueghel, du Corrège, d'Antoine van Dyck, de Diego Vélasquez, d'Abel Grimmer ou d'Adriaen Coorte. Plusieurs expertises ayant renforcé les doutes induits par la dénonciation anonyme sur l'authenticité des toiles attribuées à Lucas Cranach l'Ancien et à Frans Hals aux yeux des enquêteurs de l'office central de lutte contre le trafic des biens culturels, les autorités françaises interrogent d'abord Giuliano Ruffini et son fils Matthieu,.

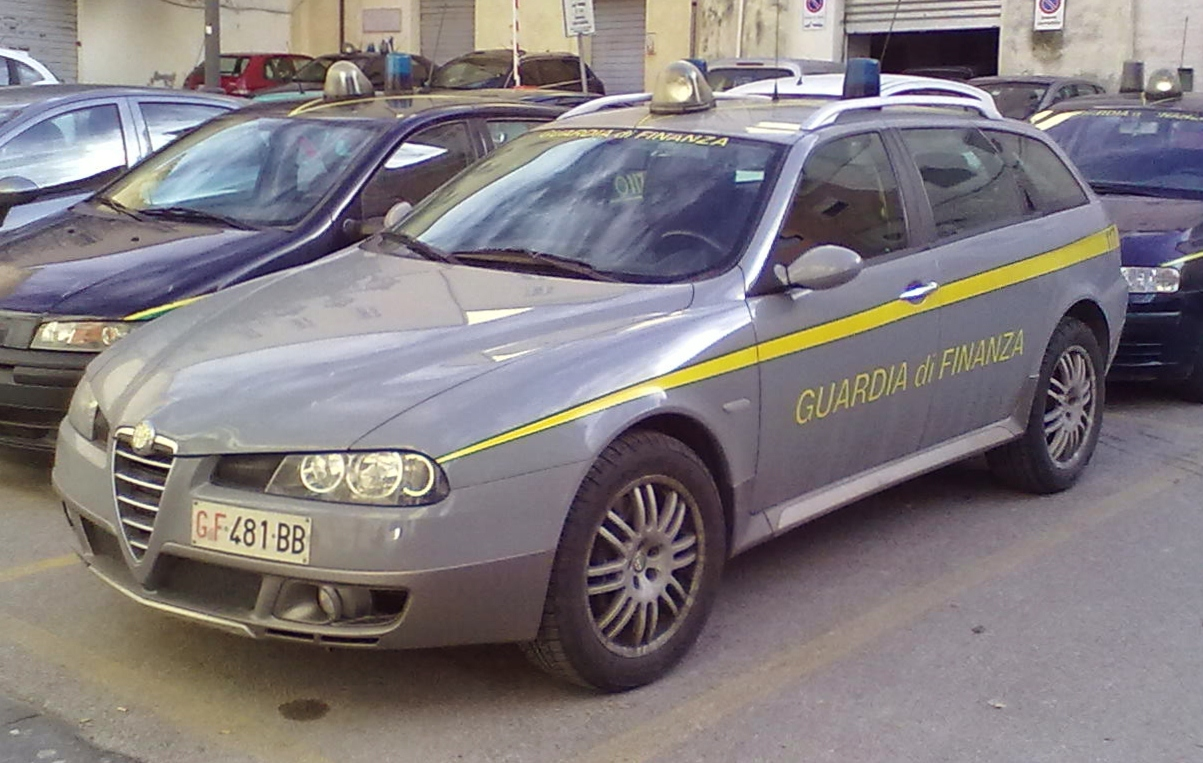
Véhicule des « flammes jaunes » de la Guardia di Finanza.

À la suite du rapport adressé au Parquet de Reggio d'Émilie, une information est ouverte par le procureur Giacomo Forte. Le domaine de Giuliano Ruffini dans l'Appenin de Reggio-d'Émilie (it) près de Parme, dans le nord de l'Italie, est perquisitionné à la fin du mois de mai 2016. Dans l'opération, la Guardia di Finanza saisit en vue de leur expertise des œuvres d'art dont une Tête de Christ attribuée à Andrea Solari et une Scène de carnaval attribuée à l'entourage des Brueghel ainsi qu'un « four » qui semble avoir servi à vieillir les œuvres, mais l'intervention des avocats de Ruffini parvient à empêcher la saisie. En mai 2019 un mandat d'arrêt européen est émis contre lui. Le collectionneur est arrêté en juin et libéré dans l'attente de l'audience du 11 octobre 2019 pour laquelle la France devra avoir transmis toutes les preuves caractérisant les faits reprochés,. Il est finalement transféré en France en décembre 2022 et assigné à résidence sous caution d'un million d'euros.

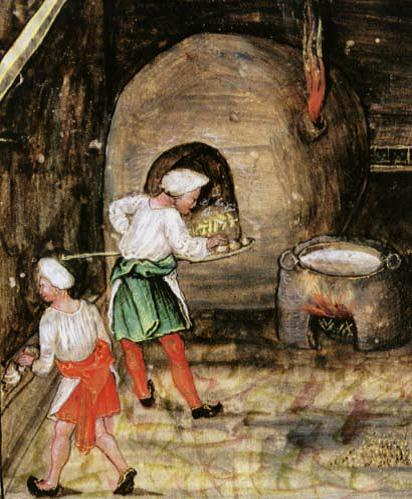
Boulangers de Cracovie au travail (1505), détail d'une miniature du Codex de Balthasar Behem.

Le peintre Pasquale Frongia, dit Lino Frongia, de Montecchio Emilia, diplômé de l'Académie des beaux-arts de Bologne, présumé faussaire suspecté de fraude, blanchiment d'argent et contrefaçon d'œuvres d'art, est interpellé en septembre 2019 et, après une journée de garde à vue, libéré par la cour d'appel de Bologne faute de preuves. Il sera cité à une audience d'extradition ultérieure. Son avocate conteste les faits reprochés. Ce n'est pas la première fois que le peintre est lié à des allégations de contrefaçon : le même Vittorio Sgarbi qui soutient l'authenticité du Greco, affirmait en 2008 avoir vu une Tête du Christ, attribuée à Correggio et exposée à la Galleria nazionale de Parme, dans l'atelier de Lino Frongia,,,,,,,. Lino Frongia est de nouveau arrêté en juin 2023.

### La suite de l'enquête
Aucune décision judiciaire n'a encore reconnu formellement que tous ces tableaux sont des faux. Les enquêteurs soupçonnent cependant qu'ils pourraient provenir d'un atelier de fabrication situé dans le Nord de l'Italie. La Vénus au voile attribuée à Cranach pourrait avoir été chauffée dans un « four à pizza » pour être artificiellement vieillie. Giuliano Ruffini, multi-propriétaire immobilier en Émilie, possesseur de comptes bancaires à Monaco et en Suisse, ayant choisi Malte pour résidence fiscale, n'a pas été mis en examen : il se défend d'avoir jamais présenté ces tableaux comme des toiles de maître, arguant que ce sont les spécialistes des peintres, les experts des musées et les maisons de vente qui les ont reconnus comme authentiques. Il soutient également qu'un seul et même faussaire ne peut contrefaire autant de styles différents,.
Si l'enquête aboutissait à révéler l'existence d'un tel artiste, capable de peindre des Brueghel, des Velasquez, de Hals, des Greco, « ce serait sans doute l'un des faussaires les plus brillants qui ait jamais existé » comme s'en émerveille le journaliste Vincent Noce qui enquête depuis le début de l'affaire.
L'auteur de la lettre anonyme n'a pas non plus été découvert.

#### Livres
- Vincent Noce, L'Affaire Ruffini : enquête sur le plus grand mystère du monde de l'art, Paris, Buchet-Chastel, 2021, 280 p. (ISBN 978-2-283-03404-0, BNF 46728131)
- Jean-louis Gaillemin, Trop beau pour être vrai : le faux dans l'art, de la tiare du Louvre aux chaises de Versailles, Paris, New York, Le Passage, 2019, 173 p. (ISBN 978-2-84742-426-3, lire en ligne)
- Jules-François Ferrillon, Faussaire, Lausanne, Paris, L'Âge d'homme, 2015, 536 p. (ISBN 978-2-8251-4492-3, BNF 44373555)

#### Articles
- Stéphane Loison, « Interview – Faussaire de Jules-François Ferrillon : un faux-air de roman », sur roadsmag.com
- Stéphane Loison, « Cranach (suite de l'affaire) : interview de Giuliano Ruffini, le vrai propriétaire du tableau », sur roadsmag.com
- (en) Bendor Grosvenor (en), « Who was André Borie? (ctd.) », sur arthistorynews.com, 20 avril 2016
- Marc Endeweld, « "Penser qu'un peintre est un génie inimitable, c'est de l'ordre de l'idéologie". Interview de Jules-François Ferrillon », Marianne,‎ 19 mai 2018 (lire en ligne)
- Christophe Dosogne, « Art ancien : des faux à gogo ? », sur collectaaa.be, mars 2017
- « Jules-François Ferrillon. Biographie », sur artcine.net
- (nl) « Het Ruffini-vervalsingsschandaal nader onderzocht : De aspecten en belangen die van invloed zijn op de authenticatie van kunstwerken », sur theses.ubn.ru.nl
- (en) Samanth Subramanian, « How to spot a perfect fake: the world's top art forgery detective », sur productivityhub.org, 24 juillet 2019
- Matthieu Jacquet, « Rencontre avec Vincent Noce, l'homme qui a débusqué l’un des plus gros scandales de l'histoire de l'art », sur numero.com, 12 février 2021
- Harry Bellet, « Un mystérieux collectionneur d’art soupçonné par la justice d’être à la tête d’un réseau de faussaires », Le Monde,‎ 20 février 2021 (lire en ligne)
- (en) Simon Hewitt, « Is This Man the Evil Genius Behind the Old-Master Forgery Spree Called the ‘Crime of the Century’? We Paid Him a Visit to Find Out », sur news.artnet.com, 26 avril 2021
- (it) « Evasione fiscale, assolti Giuliano e Mathieu Ruffini », sur redacon.it, 5 mai 2022

### Radio, podcasts
- Zoé Sfez, « Une affaire de présumés faux tableaux ébranle le milieu de l'art au niveau mondial », sur radiofrance.fr, France Culture, 5 octobre 2016
- Philippe Reltien et Cellule investigation de Radio France, « Faux tableaux : quand les musées d'art et les experts se font avoir », France Culture, 7 septembre 2018
- Anne-Frédérique Fer, « Podcast : Interview de Vincent Noce, journaliste et écrivain », sur francefineart.com, 17 février 2021
- Guillaume Erner, « Superfail : le plus vrai des faux tableaux de Cranach », sur radiofrance.fr, France Culture, 7 mars 2021
- Thierry Lyonnet, « L'entretien de la semaine : Vincent Noce - L'affaire Ruffini », sur rcf.fr, 8 mai 2021